# گروه ریلی یوزفول
گروه ریلی یوزفول (انگلیسی: Really Useful Group) یک شرکت بین‌المللی در انگلستان است.
این شرکت که در سال ۱۹۷۷ توسط اندرو لوید وبر تأسیس شده در زمینه تئاتر، فیلم، تلویزیون، ضبط و انتشار موسیقی فعالیت می‌کند.
ریلی یوزفول مالک تئاتر آدلفی، تئاتر کمبریج، تئاتر رویال، تئاتر هر مجستی، پالادیوم لندن و تئاتر نیو لندن می‌باشد.